# Charles Pelham, IV conte di Yarborough
Charles Alfred Worsley Pelham, IV conte di Yarborough (11 giugno 1859 – 12 luglio 1936) è stato un politico inglese.

## Biografia
Era il figlio di Charles Anderson-Pelham, III conte di Yarborough, e di sua moglie, Lady Victoria Hare, figlia di William Hare, II conte di Listowel. Frequentò l'Eton College e il Trinity College. Egli originariamente utilizzava il cognome Anderson-Pelham, ma assunta tramite una licenza reale il cognome di Pelham nel 1905.

## Carriera
Quando Yarborough ereditò i titoli di suo padre nel 1875, prese il suo posto nella Camera dei lord come un liberale, ma in seguito divenne un conservatore sull'Irish Home Rule. Nel 1890 è stato ammesso al Privy Council e fatto capitano del Honourable Corps of Gentlemen-at-Arms sotto Lord Salisbury, incarico che ha ricoperto fino al 1892.
Lord Yarborough è stato colonnello onorario del Lincolnshire Yeomanry. Durante la seconda guerra anglo-boera è stato nominato tenente colonnello del Lincolnshire Imperial Yeomanry, nel giugno 1901.
È stato nominato Lord luogotenente del Lincolnshire (1921-1936).

## Matrimonio
Sposò, il 5 agosto 1886, Marcia Lane-Fox (18 ottobre 1863-17 novembre 1926), figlia di Sackville Lane-Fox, XII barone Conyers. Ebbero quattro figli:
- Charles Pelham, Lord Worsley (1887-1914);
- Sackville Pelham, V conte di Yarborough (1888-1948);
- D'Arcy Francis (nato e morto nel 1892);
- Marcus Pelham, VI conte di Yarborough (1893-1966).

## Morte
Morì il 12 luglio 1936.

## Ascendenza
|                                                  |                                  |                                         | Genitori                              |  |  | Nonni |  |  | Bisnonni                                       |  |  | Trisnonni                                    |  |
|                                                  |                                  |                                         |                                       |  |  |       |  |  | Charles Anderson-Pelham, I conte di Yarborough |  |  | Charles Anderson-Pelham, I barone Yarborough |  |
|                                                  |                                  |                                         |                                       |  |  |       |  |  | Charles Anderson-Pelham, I conte di Yarborough |  |  | Charles Anderson-Pelham, I barone Yarborough |  |
|                                                  |                                  | Sophia Aufrère                          |                                       |  |  |       |  |  | Charles Anderson-Pelham, I conte di Yarborough |  |  |                                              |  |
| Charles Anderson-Pelham, II conte di Yarborough  |                                  |                                         |                                       |  |  |       |  |  | Charles Anderson-Pelham, I conte di Yarborough |  |  |                                              |  |
|                                                  |                                  | Henrietta Simpson                       | John Simpson                          |  |  |       |  |  |                                                |  |  |                                              |  |
|                                                  |                                  | Henrietta Simpson                       | John Simpson                          |  |  |       |  |  |                                                |  |  |                                              |  |
|                                                  |                                  | Henrietta Simpson                       | Henrietta Francis Worsley             |  |  |       |  |  |                                                |  |  |                                              |  |
| Charles Anderson-Pelham, III conte di Yarborough |                                  | Henrietta Simpson                       |                                       |  |  |       |  |  |                                                |  |  |                                              |  |
|                                                  |                                  | Cornwallis Maude, III visconte Hawarden | Cornwallis Maude, I visconte Hawarden |  |  |       |  |  |                                                |  |  |                                              |  |
|                                                  |                                  | Cornwallis Maude, III visconte Hawarden | Cornwallis Maude, I visconte Hawarden |  |  |       |  |  |                                                |  |  |                                              |  |
|                                                  |                                  | Cornwallis Maude, III visconte Hawarden | Anne Isabella Monck                   |  |  |       |  |  |                                                |  |  |                                              |  |
| Maria Adelaide Maude                             |                                  | Cornwallis Maude, III visconte Hawarden |                                       |  |  |       |  |  |                                                |  |  |                                              |  |
|                                                  |                                  | Jane Crauford Bruce                     | Patrick Craufurd Bruce                |  |  |       |  |  |                                                |  |  |                                              |  |
|                                                  |                                  | Jane Crauford Bruce                     | Patrick Craufurd Bruce                |  |  |       |  |  |                                                |  |  |                                              |  |
|                                                  |                                  | Jane Crauford Bruce                     | Jane Smith                            |  |  |       |  |  |                                                |  |  |                                              |  |
| Charles Anderson-Pelham, IV conte di Yarborough  |                                  | Jane Crauford Bruce                     |                                       |  |  |       |  |  |                                                |  |  |                                              |  |
|                                                  | Richard Hare, visconte Ennismore | William Hare, I conte di Listowel       |                                       |  |  |       |  |  |                                                |  |  |                                              |  |
|                                                  | Richard Hare, visconte Ennismore | William Hare, I conte di Listowel       |                                       |  |  |       |  |  |                                                |  |  |                                              |  |
|                                                  | Richard Hare, visconte Ennismore | Mary Wrixon                             |                                       |  |  |       |  |  |                                                |  |  |                                              |  |
| William Hare, II conte di Listowel               | Richard Hare, visconte Ennismore |                                         |                                       |  |  |       |  |  |                                                |  |  |                                              |  |
|                                                  |                                  | Catherine Bridget Dillon                | Robert Dillon, I barone Clonbrock     |  |  |       |  |  |                                                |  |  |                                              |  |
|                                                  |                                  | Catherine Bridget Dillon                | Robert Dillon, I barone Clonbrock     |  |  |       |  |  |                                                |  |  |                                              |  |
|                                                  |                                  | Catherine Bridget Dillon                | Letitia Greene                        |  |  |       |  |  |                                                |  |  |                                              |  |
| Victoria Hare                                    |                                  | Catherine Bridget Dillon                |                                       |  |  |       |  |  |                                                |  |  |                                              |  |
|                                                  |                                  | William Lukin                           | George Lukin                          |  |  |       |  |  |                                                |  |  |                                              |  |
|                                                  |                                  | William Lukin                           | George Lukin                          |  |  |       |  |  |                                                |  |  |                                              |  |
|                                                  |                                  | William Lukin                           | Susan Katherine Doughty               |  |  |       |  |  |                                                |  |  |                                              |  |
| Maria Augusta Windham                            |                                  | William Lukin                           |                                       |  |  |       |  |  |                                                |  |  |                                              |  |
|                                                  |                                  | Anne Thellusson                         | Peter Thellusson                      |  |  |       |  |  |                                                |  |  |                                              |  |
|                                                  |                                  | Anne Thellusson                         | Peter Thellusson                      |  |  |       |  |  |                                                |  |  |                                              |  |
|                                                  |                                  | Anne Thellusson                         | Anne Woodford                         |  |  |       |  |  |                                                |  |  |                                              |  |
|                                                  |                                  | Anne Thellusson                         |                                       |  |  |       |  |  |                                                |  |  |                                              |  |